# Stéphane Lasseaux
Stéphane Lasseaux (Charleroi, 8 maart 1966) is een Belgisch politicus voor Les Engagés.

## Biografie
Lasseaux behaalde in 1987 een graduaat in boekhouden bij de Aalmoezeniers van de Arbeid in Charleroi en leidt sinds 1990 een eigen boekhoudkantoor.
Voor de toenmalige PSC was Lasseaux van 1989 tot 1994 OCMW-raadslid van Florennes. In oktober 1994 werd hij verkozen in de gemeenteraad, waar hij twee legislaturen lang in de oppositie zetelde. Begin 2007 werd hij dan burgemeester van Florennes, tot hij in november 2009 als gevolg van een coalitiewissel weer in de oppositie belandde. Na de gemeenteraadsverkiezingen van oktober 2018 belandde het cdH, van 2002 tot 2022 de navolger van de PSC en de voorloper van Les Engagés, opnieuw in de meerderheid en sinds december 2018 is Lasseaux weer burgemeester van Florennes.
Tevens zetelde Lasseaux van 2012 tot 2024 als provincieraadslid van Namen en vervulde hij verschillende bestuursmandaten: vanaf december 2013 bij gas- en elektriciteitsdistributiemaatschappij ORES Assets, vanaf april 2013 bij de waterdistributie-intercommunale INASEP, vanaf december 2012 bij het Economisch Bureau van de provincie Namen en vanaf juni 2014 bij de openbare vervoersmaatschappij TEC in Namen-Namen.
Bij de federale verkiezingen van juni 2024 werd Lasseaux vanop de derde plaats van de Naamse kieslijst van Les Engagés verkozen in de Kamer van volksvertegenwoordigers.